# Великий Каркалай
Вели́кий Каркала́й (рос. Большой Каркалай) — присілок у складі Увинському районі Удмуртії, Росія.

## Населення
Населення — 256 осіб (2010; 356 в 2002).
Національний склад станом на 2002 рік:
- удмурти — 52 %
- росіяни — 38 %

## Історія
Присілок засновано 1964 року як починок Костінський росіянами-переселенцями. 1931 року тут створено колгосп «Червоний травень», у період 1950–1959 років він називався «імені Азіна». 1963 року створено радгосп «Увинський», а через рік поселення отримало сучасний статус. 1985 року все господарство передано у підпорядкування МВС Удмуртії.

## Урбаноніми[3]
- вулиці — Лісова, Городня, Польова, Праці, Радянська